# Horizonte Medio

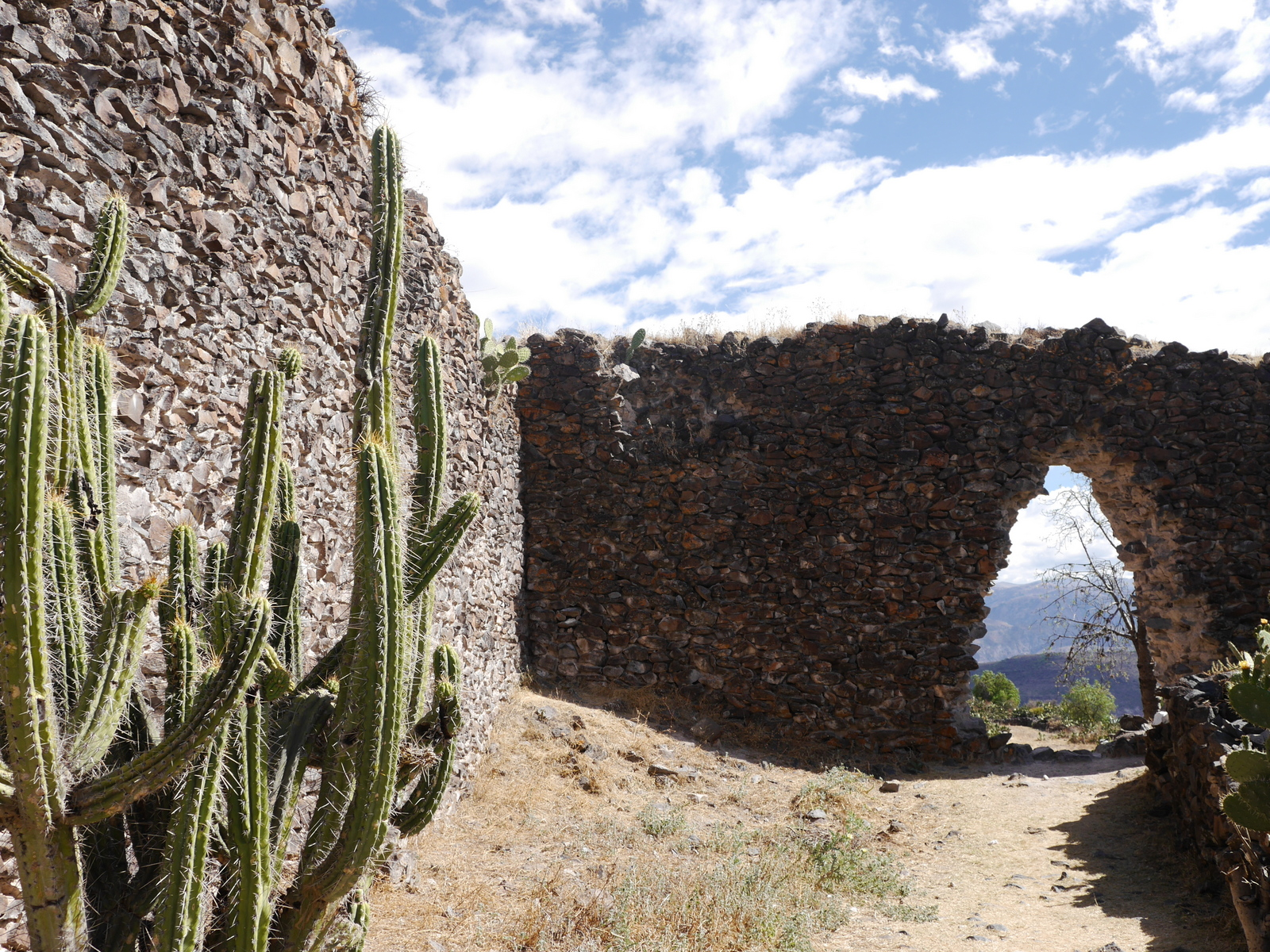
Portada en las murallas de Wari

Durante el Horizonte Medio los waris y tiahuanacos predominaron la región.

El Horizonte Medio es un período de la historia de las sociedades prehispánicas de los Andes, situado entre el Intermedio Temprano y el Intermedio Tardío. Según la mayoría de las cronologías, abarca desde aproximadamente 600 d. C. hasta el 1000 d. C.
Esta fase se caracteriza por la expansión de las civilizaciones Wari, en el norte, y Tiahuanaco, en el sur, cuya influencia se extendió por gran parte de los Andes centrales. El declive de ambas culturas marca el fin de este período y el inicio del Intermedio Tardío, caracterizado por el desarrollo de diversas culturas regionales con áreas de influencia más delimitadas.

## Denominaciones
El Horizonte Medio, de acuerdo a diferentes clasificaciones recibe otras denominaciones como:
- Segundo Horizonte
- Horizonte wari
- Horizonte Tiahuanaco-wari
- Horizonte Huari-Tiahuanaco
- Imperio Antiguo
- Viejo Imperio
- Imperio Wari
- Etapa de Alta Cultura II-c

## Cronología

### Propuestas
| Autor             | Denominación    | Cronología |
| ----------------- | --------------- | ---------- |
| Edward P. Lanning | Horizonte Medio | 600 - 1000 |
| Rowe-Menzel       | Horizonte Medio | 500 - 900  |
| Luis G. Lumbreras | Imperio Huari   | 900 - 1200 |
| Rogger Ravines    | Horizonte Medio | 700 - 1000 |
| Danièle Lavallé   | Horizonte Medio | 800 - 1100 |

### Acuerdo
| Cronología | Capital | Fecha de inicio                                                                                    | fecha de término     |
| ---------- | ------- | -------------------------------------------------------------------------------------------------- | -------------------- |
| 700 - 1200 | Wari    | Hegemonía de la llajta de Wari frente a la llajta de Ñahuinpuquio (surgimiento de la cultura wari) | Fin del Imperio Wari |

## Características Principales
Muchos estudiosos creen que el período en el que se desarrollaron civilizaciones reales en los Andes centrales con capitales, gobiernos centralizados y quizás sistemas de expansión de tipo imperial es precisamente el Horizonte Medio. En esta fase, las manifestaciones culturales más complejas se trasladaron desde la costa norte peruana y los valles andinos cercanos hasta la zona de la sierra entre Perú y Bolivia; de ahí que las nuevas formas estilísticas se extendieran por gran parte del oeste de América del Sur.

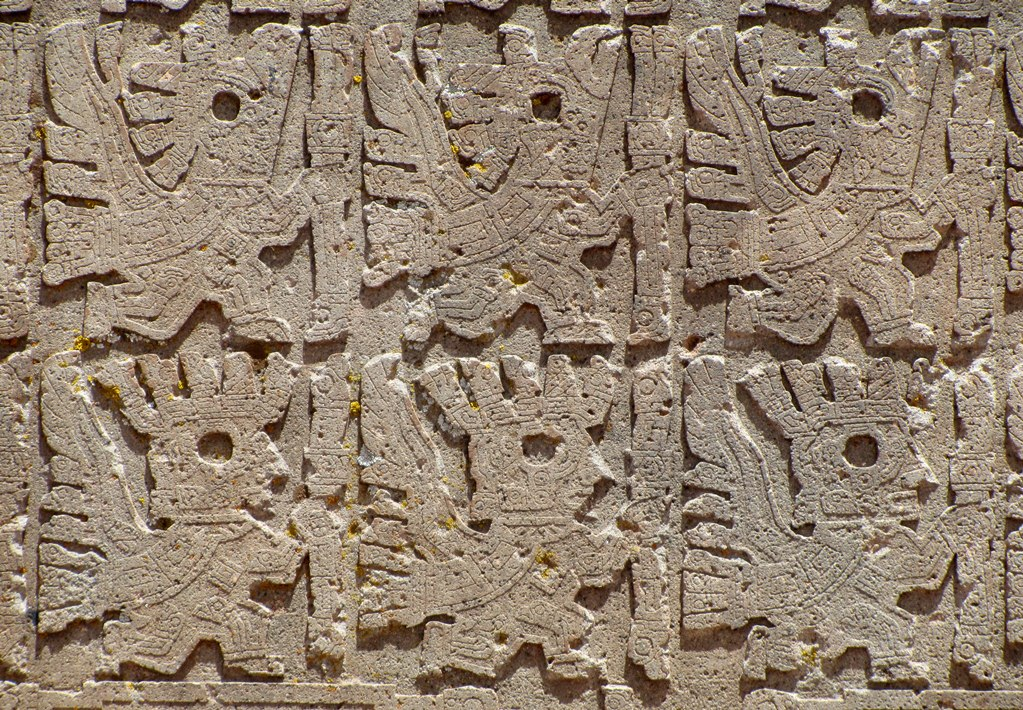
Bajorrelieves en Tiahuanaco

Este período se caracteriza por el declive de las culturas anteriores que habían predominando el Intermedio Temprano y por la difusión de las culturas Tiahuanaco y Wari. El primero, que surgió en la zona del lago Titicaca, vio expandirse su esfera de influencia sobre los territorios de Bolivia y el norte de Chile; el segundo, en cambio, se ha extendido hacia el norte, hasta la costa norte peruana. Se debate la relación entre las dos culturas: el descubrimiento de cerámica de tiahuanaco cerca de la capital Wari, así como la cronología misma, han llevado a algunos estudiosos a plantear la hipótesis de una dependencia inicial del segundo del primero, o la presencia de intercambios culturales y comerciales entre ellos; otros creen que Wari fue la capital de uno de los muchos estados regionales de la zona, unidos por fuertes lazos.
El colapso de los tiahuanaco en el siglo XI, debido a la sequía o al colapso independiente de las jerarquías estatales, seguido poco después por el del Imperio Wari, desencadenado por revueltas internas o también por el cambio climático, llevó a una fragmentación extrema de diferentes estados y dominios, característica del Intermedio Tardío. Arqueológicamente, existen evidencias de largos procesos migratorios de población a lo largo en los andes durante los periodos post-huari y post-tiahuanaco.
- Wari, primer imperio andino.
- Surgimiento y desarrollo de las grandes ciudades andinas.
- Imposición y oficialización de la religión.
- Difusión del quechua, urbanismo, andenes, culto al dios de los báculos
- Difusión del quipu.

## Pueblo o estado principal
| Pueblo o estado | Centro principal | Ubicación                                     | Cronología           | Observaciones                               |
| --------------- | ---------------- | --------------------------------------------- | -------------------- | ------------------------------------------- |
| Imperio Wari    | Wari             | Costa y sierra central de los Andes centrales | 700 a. C. 1100 d. C. | Primer Imperio andino. Planificación urbana |

## Otros pueblos o estados
| Pueblo o estado       | Centro principal | Ubicación                                              | Cronología | Observaciones |
| --------------------- | ---------------- | ------------------------------------------------------ | ---------- | ------------- |
| Reino sicán           | Pómac            | Costa norte de los Andes centrales: Piura y Lambayeque | -          | -             |
| Tiahuanaco V          | Tiahuanaco       | Costa sierra sur de los Andes centrales                | -          | -             |
| Chachapoyas           | Kuelap           | Andes amazónicos del norte de los Andes centrales      | -          | -             |
| Cajamarca III         | Tantarica        | Sierra norte de los Andes centrales                    | -          | -             |
| Yaro                  | -                | Sierra norte y central de los Andes centrales          | -          | -             |
| Mollo[cita requerida] | Iskanwaya        | Sierra sur de los Andes centrales                      | -          | -             |

## Urbe o llajta representante
- Wari

## Otras urbes o llajtas
- Tiahuanaco
- Túcume
- Apurlec
- Pachacámac
- Piquillacta
- Cajamarquilla
- Kuelap

| Periodo precedente  | Periodo actual             | Periodo siguiente |
| Intermedio Temprano | Horizonte Medio 700 - 1200 | Intermedio Tardío |
| ------------------- | -------------------------- | ----------------- |